# Melzerella lutzi
Melzerella lutzi är en skalbaggsart som beskrevs av Costa Lima 1931. Melzerella lutzi ingår i släktet Melzerella och familjen långhorningar. Inga underarter finns listade i Catalogue of Life.